# نبهان (الحيمة الداخلية)

تعديل مصدري - تعديل

نبهان هي إحدى قرى عزلة بني عمرو بمديرية الحيمة الداخلية التابعة لمحافظة صنعاء، بلغ تعداد سكانها 330 نسمة حسب تعداد اليمن لعام 2004.